# Las Vegas 500K 1996
Las Vegas 500K 1996 var ett race som var den andra deltävlingen i Indy Racing League 1996/1997. Racet kördes den 15 september på Las Vegas Motor Speedway. Richie Hearn tog sin första och enda seger i serien, efter att ha besegrat Michel Jourdain Jr. Duon var de enda som var på ledarvarvet vid tävlingens slut. Loppet tog oerhört lång tid, efter att inte mindre än tio förare kraschat under tävlingens gång.

## Slutresultat
| Plats | Förare                | Team                    | Grid |
| ----- | --------------------- | ----------------------- | ---- |
| 1     | Richie Hearn          | Della Penna Motorsports | 8    |
| 2     | Michel Jourdain Jr.   | Team Scandia            | 22   |
| 3     | Mike Groff            | Byrd-Cunningham Racing  | 6    |
| 4     | Roberto Guerrero      | Pagan Racing            | 9    |
| 5     | Michele Alboreto      | Team Scandia            | 18   |
| 6     | Buzz Calkins          | Bradley Motorsports     | 16   |
| 7     | Eliseo Salazar        | Team Scandia            | 13   |
| 8     | Robbie Buhl           | Beck Motorsports        | 15   |
| 9     | Marco Greco           | Team Scandia            | 24   |
| 10    | Affonso Giaffone      | Team Scandia            | 23   |
| 11    | Davey Hamilton        | A.J. Foyt Enterprises   | 5    |
| 12    | Johnny O'Connell      | Blueprint Racing        | 11   |
| 13    | Jim Guthrie           | Blueprint Racing        | 19   |
| 14    | Robby Gordon          | Team Sabco              | 3    |
| 15    | John Paul Jr.         | PDM Racing              | 12   |
| 16    | Scott Sharp           | A.J. Foyt Enterprises   | 1    |
| 17    | Mark Dismore          | Team Menard             | 3    |
| 18    | Stan Wattles          | McCormack Motorsports   | 21   |
| 19    | Juan Carlos Carbonell | Tempero-Giuffre Racing  | 28   |
| 20    | Arie Luyendyk         | Treadway Racing         | 1    |
| 21    | Tony Stewart          | Team Menard             | 2    |
| 22    | Johnny Unser          | Project Indy            | 20   |
| 23    | Tyce Carlson          | PDM Racing              | 14   |
| 24    | Buddy Lazier          | Hemelgarn Racing        | 4    |
| 25    | Eddie Cheever         | Cheever Racing          | 27   |
| 26    | Stéphan Grégoire      | Team Scandia            | 25   |
| 27    | Brad Murphey          | Hemelgarn Racing        | 26   |
| 28    | Johnny Parsons Jr.    | Blueprint Racing        | 17   |